# Jennifer Saunders
Jennifer Jane Saunders (Sleaford, Lincolnshire; 6 de julio de 1958) es una comediante, guionista, actriz y maestra británica. Ha ganado tres BAFTAs (incluyendo BAFTA Fellowship), un Premios Emmy Internacional, un Premio British Comedy y un Premio al Festival Rose d'Or Light Entertainment.
Primero, ella encontró una gran atención en la década de 1980 cuando se convirtió en miembro del The Comic Strip después de graduarse del Central School of Speech and Drama en Londres. Con su compañera de comedia Dawn French, ella escribió y protagonizó la demostración del bosquejo del mismo nombre, French and Saunders por el cual ella y French recibieron un BAFTA Fellowship en 2009. Ella recibió aclamación mundial desde la primera mitad de la década de 1990 por escribir e interpretar el papel principal de Edina Monsoon en la comedia Absolutamente Fabulosas.
Ella ha aparecido como estrella invitada en las comedias americanas Roseanne y Friends, y ganó el People's Choice Awards por dar voz a la malvada Hada Madrina en la película animada de Dreamworks Animation Shrek 2. En 2015, ella dio voz a Isabel II en la película de comedia animada Minions.

## Primeros años
Jennifer Saunders nació en Sleaford, Lincolnshire, Inglaterra, el 6 de julio de 1958. Su madre, Jane, fue una profesora de biología, y su padre, Robert Thomas Saunders, sirvió como piloto en el Royal Air Force (RAF), alcanzando el rango de mariscal aéreo y después trabajo para el British Aerospace. Tiene tres hermanos. Debido a que su padre estaba en las fuerzas armadas, Saunders se trasladó a diferentes escuelas en varias ocasiones. Fue educada desde los cinco a los dieciocho años en internados y después en el St Paul's Girls' School, una escuela independiente del oeste de Londres. Después de la escuela, trabajó por un año en Italia como Au pair.
Más tarde recibió un lugar en el Central School of Speech and Drama en Londres en un curso de drama en 1977, en donde conoció a su futura compañera de comedia, Dawn French. Ambas procedían del interior de RAF. Crecieron en la misma base, incluso llegando a tener el mismo mejor amigo, sin siquiera conocerse. El dúo cómico originalmente no se llevaban bien, y en lo que refiere a Saunders, la francesa era una "pequeña advenediza arrogante". La desconfianza era mutua. French en realidad quería convertirse en profesora de teatro, mientras que Saunders detestaba la idea y no había entendido completamente lo que el curso trataba. Saunders estaba en shock al darse cuenta de que ella estaba tomando corsos para ser profesora, cuando su madre estaba llenando el formulario de aplicación. Su madre, sin embargo, se entristece cuando Saunders decidió no solicitar una educación universitaria de Oxford y Cambridge.

## Carrera

### Comienzos
Saunders y French llegaron a tener la atención pública como miembros del colectivo informal de comedia The Comic Strip, parte de la escena de comedia alternativa a comienzos de la década de 1980. Ellas respondieron a un anuncio en 1980 en el diario The Stage quienes buscaban comediantes femeninas para participar en The Comic Strip, el cual hasta ese punto, solo tenía intérpretes masculinos. Cuando llegaron a la audición inmediatamente les dijeron "Están agendadas. ¿Cuando pueden comenzar?.
Tanto Saunders como French siguieron siendo miembros de The Comic Strip, el cual incluía a Peter Richardson, Rik Mayall y Robbie Coltrane, así como también su futuro esposo Adrian Edmondson. El grupo participó en el Boulevar Theatre, por encima del Raymond Revuebar de Soho, y ganó un seguimiento culto, entre los miembros de audiencia incluyen a Dustin Hoffman, Jack Nicholson y Robin Williams, quienes una vez se unieron a la actuación. Por ese entonces French y Saunders se convirtieron en miembros de The Comic Strip, French ya estaba trabajando como profesora de teatro.

## Televisión

### 1980-1990
El grupo de comedia apareció en la primera noche al aire de Channel 4, en el primer episodio de The Comic Strip Presents: Five Go Mad In Dorset, emitido el 2 de noviembre de 1982. En los episodios "Bad News" y "More Bad News", Saunders interpretó a una itinerante periodista de rock de mala calidad con la banda de heavy metal de ficción. En 1985, Saunders protagonizó y coescribió Girls on Top con French, Tracey Ullman y Ruby Wax, que retrata a cuatro mujeres excéntricas compartir un piso en Londres. Saunders también apareció en Happy Families de Ben Elton en donde interpretó a varios miembros de la misma familia, incluyendo todos las cuatro hermanas Fuddle en los seis episodios comedia de BBC. Saunders protagonizó una película de The Comic Strip llamada The Supergrass, una parodia poco conocida de 1980 dirigida por Peter Richardson. Saunders también interpretó a Meryl Streep jugando a la esposa de Arthur Scargull en Strike, una parodia de la historieta de la huelga de los mineros de 1984. Saunders también apareció en dos ocasiones como invitada en The Young Ones.
En 1987, ella y French crearon French and Saunders, una serie de comedia popular para BBC, el cual fue emitido hasta 2007. A finales de la década de 1980, la serie fue un programa de comedia establecido y se convirtió en el elemento básico en la visualizaciones en BBC.

## Absolutely Fabulous
La serie comenzó a emitirse el 12 de noviembre de 1992 por la BBC de Londres. El programa aborda la historia de Edina Monsoon, una mujer que se resiste al paso de los años que vive aventuras con su mejor amiga Patsy.